# Leila et ses frères
Pour plus de détails, voir Fiche technique et Distribution.
Leila et ses frères (برادران لیلا, Leila's Brothers) est un film dramatique iranien écrit et réalisé par Saeed Roustayi et sorti en 2022.
Le film est sélectionné en compétition officielle au festival de Cannes 2022.

## Synopsis
Le film s'ouvre sur l'arrêt d'une grande usine en pleine production où les ouvriers sont sommés de rentrer chez eux sans chercher à obtenir le versement de leurs salaires dus depuis des mois. Une partie des ouvriers se rebelle et s'oppose en bataille rangée à la police. Ali Rezza, un des frères de Leila, arrive à s'échapper de l'affrontement et se retrouve au chômage.
Toute la famille, fragilisée par la crise économique, est à la merci du patriarche figé dans son égocentrisme, et son petit appartement familial qui abrite une partie de ses enfants bien qu'ils soient tous adultes depuis longtemps.
Leila, qui elle a un travail stable, rêve de sortir avec ses frères de la spirale du déclassement en fédérant tous leurs moyens pour acheter une boutique et lancer leur affaire. Elle voudrait que le père, qui cache des pièces d'or pour se créer une respectabilité en devenant parrain d'un clan familial élargi, participe de gré ou de force à cette entreprise.
La découverte par Leila des pièces d'or apportera le chaos à une dynamique familiale déjà fragile. Au fur et à mesure que la santé du père se détériore, les actions de chaque membre de la famille conduiront progressivement la famille un peu plus près de l'implosion.
Le film critique les pesanteurs des traditions, dans un contexte de dommages économiques causés par les sanctions internationales et l'inflation du marché de l'or vu comme une valeur refuge.

## Fiche technique
- Titre original : Leila's Brothers
- Titre français : Leila et ses frères
- Titre persan : برادران لیلا (Baradaran-e Leila)
- Réalisation et scénario : Saeed Roustaee
- Photographie : Hooman Behmanesh
- Montage : Bahram Dehghani
- Musique : Ramin Kousha
- Pays de production :  Iran
- Langue originale : persan
- Format : couleur — 1,85:1 — son 5.1
- Genre : drame
- Durée : 165 minutes
- Dates de sortie :
  - France : 25 mai 2022 (Festival de Cannes) ; 24 août 2022 (sortie nationale)

## Distribution
- Taraneh Alidoosti (VFB : Myriem Akheddiou) : Leila Jourablou
- Saeed Poursamimi (VFB : Peppino Capotondi) : Esmail Jourablou
- Navid Mohammadzadeh (VFB : Olivier Prémel) : Alireza Jourablou
- Payman Maadi (VFB : David Macaluso) : Manouchehr Jourablou
- Mohammad Ali Mohammadi (VFB : Laurent Bonnet) : Farhad  Jourablou
- Farhad Aslani (VFB : Jean-Michel Vovk) : Parviz Jourablou
- Nayereh Farahani (VFB : Fabienne Loriaux) : la mère
- Mehdi Hosseinina (VFB : Franck Dacquin) : Bayram

## Accueil

### En Iran
Le 22 juin 2022, le ministre iranien de la Culture, Mohammad Mehdi Esmaïli, déclare que le film est interdit de projection dans le pays car « le film ne peut obtenir un permis de diffusion, compte tenu du « refus » du réalisateur de « corriger » son ouvrage, comme le ministère lui avait demandé »,.
Le 16 août 2023, Saeed Roustayi et Javad Norouzbeigui, le producteur du film, sont condamnés à six mois de prison par un tribunal de Téhéran qui les reconnaît coupables de « contribuer à la propagande de l'opposition contre le système islamique ».

### Box Office
Cumulé en semaines d'exploitation:
| Pays ou région | Box-office      | Date d'arrêt du box-office | Nombre de semaines |
| -------------- | --------------- | -------------------------- | ------------------ |
| France         | 116 071 entrées | 16 novembre 2022           | 12                 |

### Critiques
La presse francophone est partagée. Un des critiques les plus convaincus, Thierry Chèze, dans Première, salue une comédie noire au « casting sans fausse note » et estime que ce film avait « largement sa place dans le palmarès » du Festival de Cannes ; il regrette cependant la durée du film qui aurait gagné à être resserrée. À l'opposé, Jacques Mandelbaum, dans Le Monde, déplore que ce film ne tienne pas les promesses de La Loi de Téhéran. D'autres, tels Olivier De Bruyn dans Les Échos et Yannick Vely dans Paris Match, reconnaissent la force du drame familial mais regrettent « un film bavard » où le réalisateur « préfère l'épuisement à l'épure ».
Les critiques du Masque et la plume, l'émission de France Inter, sont en majorité favorables, certains regrettent son absence du palmarès du festival de Cannes. Jérôme Garcin y voit « Un règlement de comptes familial sur fond de patriarcat, et un portrait très acéré de l'Iran d'aujourd'hui », Charlotte Lipinska et  Nicolas Schaller se retrouvent sur « grand film » ou « excellent film » sur la société iranienne actuelle et ses difficultés économiques, sociales et familiales, Michel Ciment, le critique de Positif, est d'accord, « c'est un film complet, magnifique ». Au contraire Jean-Marc Lalanne trouve le film « boursouflé, trop démonstratif et extrêmement édifiant ».

## Distinctions

### Récompenses
- Festival de Cannes 2022 : 
  - Prix de la critique internationale (FIPRESCI)
  - Prix de la Citoyenneté

### Documentation
- Dossier de presse